# Многоцветное
Многоцветное (каз. Многоцветное) — село в Тайыншинском районе Северо-Казахстанской области Казахстана. Входит в состав Чермошнянского сельского округа. Код КАТО — 596069580.

## Население
В 1999 году население села составляло 508 человек (252 мужчины и 256 женщин). По данным переписи 2009 года, в селе проживало 435 человек (227 мужчин и 208 женщин).